# José Carlos Castanho de Almeida
José Carlos Castanho de Almeida (* 14. Juni 1930 in Guareí, São Paulo; † 27. Februar 2022 in Sorocaba) war ein brasilianischer Geistlicher und römisch-katholischer Bischof von Araçatuba.

## Leben
José Carlos Castanho de Almeida besuchte von 1937 bis 1940 die Grundschule in Guareí und von 1941 bis 1947 die Schule in Sorocaba sowie von 1947 bis 1948 das Kleine Seminar São Carlos Borromeu. Anschließend studierte er Philosophie am Priesterseminar in Ipiranga und an der Universidade de Mogi das Cruzes sowie Katholische Theologie an der Theologischen Fakultät Nossa Senhora Assunção in São Paulo. Am 8. Dezember 1953 empfing Almeida in der Kathedrale Nossa Senhora da Ponte durch den Bischof von Sorocaba, José Carlos de Aguirre, das Sakrament der Priesterweihe.
Almeida war von 1954 bis 1955 als Lehrer und Ökonom am Kleinen Seminar in Sorocaba tätig. Nachdem er 1956 kurzzeitig als Pfarrvikar in Itapeva gewirkt hatte, wurde er im selben Jahr persönlicher Sekretär des Bischofs von Sorocaba, José Carlos de Aguirre, und Diözesankanzler. Zudem war Almeida Kanoniker an der Kathedrale Nossa Senhora da Ponte in Sorocaba und Koordinator für die Pastoral. Ferner gehörte er dem Priesterrat des Bistums Sorocaba an. Von 1968 bis 1978 war José Carlos Castanho de Almeida Pfarrer der Pfarrei São Carlos Borromeu in Sorocaba. Daneben erwarb er 1973 an der Faculdade de Direito de Sorocaba einen Abschluss im Fach Zivilrecht und war bis August 1979 Richter am regionalen Kirchengericht und am Berufungsgericht des Erzbistums São Paulo. Danach wirkte Almeida als Diözesanassistent der Katholischen Studentenjugend (JEC) und als Verantwortlicher für den Religionsunterricht im Bistum Sorocaba. Außerdem lehrte er an der Faculdade de Direito de Sorocaba. Später war José Carlos Castanho de Almeida Pfarrer der Kathedrale Nossa Senhora da Ponte, Spiritual am Kleinen Seminar São Carlos Borromeu und Generalvikar des Bistums Sorocaba.
Papst Johannes Paul II. ernannte ihn am 3. März 1982 zum Weihbischof in Santos und zum Titularbischof von Urusi. Der Erzbischof von São Paulo, Paulo Evaristo Kardinal Arns OFM, spendete ihm am 2. Mai desselben Jahres im Stadion von Sorocaba die Bischofsweihe; Mitkonsekratoren waren José Lambert Filho CSS, Erzbischof von Sorocaba, und David Picão, Bischof von Santos. Sein Wahlspruch Scio cui credidi („Ich weiß, wem ich geglaubt habe“) stammt aus 2 Tim 1,12 . Die Amtseinführung erfolgte am 2. Juni 1982. Als Weihbischof war José Carlos Castanho de Almeida Bischofsvikar für die nördliche Region des Bistums Santos, die die Städte Caraguatatuba, Ilhabela, São Sebastião und Ubatuba umfasste.
Am 5. September 1987 bestellte ihn Johannes Paul II. zum Bischof von Itumbiara. Die Amtseinführung fand am 25. Oktober desselben Jahres statt. Am 23. März 1994 ernannte Johannes Paul II. ihn zum ersten Bischof des mit gleichem Datum errichteten Bistums Araçatuba. Die Amtseinführung erfolgte am 29. Mai desselben Jahres. José Carlos Castanho de Almeida erhielt am 16. Juni 2000 die Ehrenbürgerwürde der Stadt Araçatuba.
Papst Johannes Paul II. nahm am 17. September 2003 das von José Carlos Castanho de Almeida vorgebrachte Rücktrittsgesuch an. Almeida starb im Februar 2022 in Sorocaba und wurde in der Krypta der Kathedrale Nossa Senhora Aparecida in Araçatuba beigesetzt.